# Мелисса (имя)
Мели́сса (др.-греч. Μέλισσα) — женское имя греческого происхождения. Имя происходит из древнегреческого μέλισσα и аттического μέλιττα в значении «пчела», в переносном смысле обозначает прилежного человека.

## Иноязычные варианты
- англ. Melissa[2], сокр. Missie, Missy[1]
- итал. Melissa[1][2]
- нем. Melitta, Melissa[1][2]
- фр. Mélisse[1][2]

## В литературе
Под именем Мелисса имеются литературные герои: персонаж поэмы «Неистовый Роланд» Л. Ариосто и романа «Лавка древностей» Ч. Диккенса, а также действующее лицо в поэме «Королева фей» Э. Спенсера.